# Encavalcament (poesia)
En un vers, l'encavalcament o enclavament es produeix quan la pausa oral d'un vers no coincideix amb la pausa mètrica d'un punt, coma, etc. Un exemple el podem trobar en aquest fragment d'un poema de Josep Maria López-Picó:
Tèbia i perfumada la nit talment com una
beutat que deslligués la cabellera bruna
damunt de sa nuesa... El seu esguard on mira
rient i viva flama encén d'una guspira.
Si la mateixa oració ocupa versos sencers, es diu que és un encavallament suau, però si en el segon vers hi ha una pausa (coma o punt i coma), es tracta d'un encavallament abrupte.